# Альхамьядо

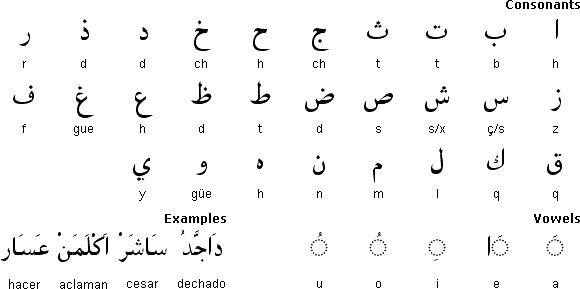
Буквы альхамьядо

Альхамья́до (от исп. aljamiado «записывать романскую речь арабскими буквами» и aljamiar «говорить на ломаном испанском языке»; испанизированная форма араб. العجمية‎ [аль-аджамия, букв. «чужеземный», «иностранный») — получивший распространение в Средние века метод записи и передачи индоевропейских языков преимущественно христианских народов с помощью арабского алфавита.

## История
Наибольшее распространение подобная практика получила в южной и юго-восточной Европе (Пиренейский полуостров, Балканы, Малая Азия) в период арабско-мусульманских нашествий, когда в регионе появился обширный класс криптохристиан, а затем, в ходе Реконкисты, и криптомусульман, известных как мориски. В отношении конкретных языков арабская вязь была практически единственной формой письменности для носителей мосарабского языка, впоследствии её также использовал каппадокийский греческий язык греков-христиан Малой Азии, сербскохорватский язык славян-мусульман Боснии, и даже татарские проповедники-мусульмане на территории средневековой Белоруссии делали попытки записать белорусский язык эпохи XVII века с помощью арабских символов.